# Pedro Franco
Pedro Camilo Franco Ulloa (ur. 23 kwietnia 1991 w Bogocie) – kolumbijski piłkarz grający na pozycji środkowego obrońcy. Od 2016 roku jest piłkarzem klubu Millonarios, do którego jest wypożyczony z Beşiktaşu JK.

## Kariera klubowa
Swoją karierę piłkarską Franco rozpoczął w klubie Millonarios z Bogoty. W 2009 roku awansował do pierwszej drużyny. 19 lutego 2009 zadebiutował w niej w kolumbijskiej pierwszej lidze w przegranym 1:3 wyjazdowym meczu z Deportes Tolima. W 2011 roku wywalczył z Millonarios wicemistrzostwo Kolumbii, a także zdobył Puchar Kolumbii. W 2012 roku został mistrzem fazy Clausura. W Millonarios występował do lata 2013 roku.
W 2013 roku Franco podpisał kontrakt z tureckim Beşiktaşem JK, który zapłacił za niego sumę 2,4 miliona euro. W tureckiej lidze zadebiutował 11 lutego 2014 roku w wygranym 3:0 wyjazdowym meczu z Kasımpaşą SK. W 34. minucie tego meczu zdobył swojego premierowego gola w barwach Beşiktaşu. W sezonie 2013/2014 zajął z Beşiktaşem 3. miejsce w lidze.
W 2016 roku grał na wypożyczeniu w argentyńskim San Lorenzo. W tym samym roku przeszedł na wypożyczenie do Millonarios.
| Sezon   | Klub           | Kraj      | Rozgrywki           | Mecze | Bramki |
| ------- | -------------- | --------- | ------------------- | ----- | ------ |
| 2009    | Millonarios FC | Kolumbia  | Categoría Primera A | 18    | 1      |
| 2010    | Millonarios FC | Kolumbia  | Categoría Primera A | 15    | 0      |
| 2011    | Millonarios FC | Kolumbia  | Categoría Primera A | 19    | 2      |
| 2012    | Millonarios FC | Kolumbia  | Categoría Primera A | 34    | 1      |
| 2013    | Millonarios FC | Kolumbia  | Categoría Primera A | 20    | 2      |
| 2013/14 | Beşiktaş JK    | Turcja    | Süper Lig           | 18    | 1      |
| 2014/15 | Beşiktaş JK    | Turcja    | Süper Lig           | 21    | 0      |
| 2015/16 | Beşiktaş JK    | Turcja    | Süper Lig           | 0     | 0      |
| 2016    | San Lorenzo    | Argentyna | Primera División    | 3     | 0      |
| 2016    | Millonarios    | Kolumbia  | Categoría Primera A |       |        |

## Kariera reprezentacyjna
W latach 2009–2011 Franco grał w reprezentacji Kolumbii U-20. W 2011 roku wygrał z nią Turniej w Toulonie. Wystąpił także na Mistrzostwach Ameryki Południowej U-20 oraz Mistrzostwach Świata U-20.
11 października 2014 Franco zadebiutował w dorosłej reprezentacji Kolumbii w wygranym 3:0 towarzyskim spotkaniu z Salwadorem, rozegranym w Harrison.